# 2010-es Formula–2 olasz nagydíj
Az olasz nagydíj a 2010-es Formula–2-es bajnokság harmadik futama. A versenyt Monza városában rendezik május 22. és 23. között, a túraautó-világbajnokság betétfutamaként.
Az első versenyen az első helyről induló brit Jolyon Palmer győzött, őt követte honfitársa, Dean Stoneman, valamint a litván Kazim Vasiliauskas a dobogón.
A második futamon is Jolyon Palmer végzett az élen, második az orosz Szergej Afanaszjev, harmadik pedig a brit Will Bratt lett.

## Első időmérő
| Poz. | #  | Versenyző            | Köridő     | Rajtrács |
| ---- | -- | -------------------- | ---------- | -------- |
| 1    | 3  | Jolyon Palmer        | 1:41.722   | 1        |
| 2    | 17 | Johan Jokinen        | 1:41.796   | 2        |
| 3    | 9  | Mihai Marinescu      | 1:41.910   | 3        |
| 4    | 21 | Kazim Vasiliauskas   | 1:41.954   | 4        |
| 5    | 19 | Nicola de Marco      | 1:42.079   | 5        |
| 6    | 5  | Ricardo Teixeira     | 1:42.151   | 6        |
| 7    | 6  | Armaan Ebrahim       | 1:42.192   | 7        |
| 8    | 48 | Dean Stoneman        | 1:42.275   | 8        |
| 9    | 11 | Jack Clarke          | 1:42.348   | 9        |
| 10   | 2  | Will Bratt           | 1:42.362   | 10       |
| 11   | 33 | Philipp Eng          | 1:42.382   | 11       |
| 12   | 12 | Kelvin Snoeks        | 1:42.416   | 12       |
| 13   | 4  | Benjamin Bailly      | 1:42.449   | 13       |
| 14   | 10 | Benjamin Lariche     | 1:42.512   | 14       |
| 15   | 27 | Paul Rees            | 1:42.675   | 15       |
| 16   | 7  | Ivan Samarin         | 1:42.689   | 16       |
| 17   | 8  | Plamen Kralev        | 1:43.342   | 17       |
| 18   | 77 | Natalia Kowalska     | 1:43.553   | 18       |
| 19   | 26 | Parthiva Sureshwaren | 1:43.701   | 19       |
| 20   | 28 | Ajith Kumar          | 1:46.790   | 20       |
| 21   | 14 | Szergej Afanaszjev   | idő nélkül | 21       |

## Második időmérő
| Poz. | #  | Versenyző            | Köridő   | Rajtrács |
| ---- | -- | -------------------- | -------- | -------- |
| 1    | 3  | Jolyon Palmer        | 1:39.935 | 1        |
| 2    | 14 | Szergej Afanaszjev   | 1:40.187 | 2        |
| 3    | 2  | Will Bratt           | 1:40.258 | 3        |
| 4    | 33 | Philipp Eng          | 1:40.390 | 4        |
| 5    | 9  | Mihai Marinescu      | 1:40.398 | 5        |
| 6    | 12 | Kelvin Snoeks        | 1:40.401 | 6        |
| 7    | 19 | Nicola de Marco      | 1:40.415 | 7        |
| 8    | 21 | Kazim Vasiliauskas   | 1:40.455 | 8        |
| 9    | 17 | Johan Jokinen        | 1:40.485 | 9        |
| 10   | 48 | Dean Stoneman        | 1:40.485 | 10       |
| 11   | 10 | Benjamin Lariche     | 1:40.610 | 11       |
| 12   | 7  | Ivan Samarin         | 1:40.915 | 12       |
| 13   | 26 | Parthiva Sureshwaren | 1:40.996 | 13       |
| 14   | 11 | Jack Clarke          | 1:41.182 | 14       |
| 15   | 4  | Benjamin Bailly      | 1:41.213 | 15       |
| 16   | 6  | Armaan Ebrahim       | 1:41.290 | 16       |
| 17   | 27 | Paul Rees            | 1:41.669 | 17       |
| 18   | 5  | Ricardo Teixeira     | 1:41.778 | 18       |
| 19   | 77 | Natalia Kowalska     | 1:42.761 | 19       |
| 20   | 8  | Plamen Kralev        | 1:42.975 | 20       |
| 21   | 28 | Ajith Kumar          | 1:45.228 | 21       |

## Első verseny
| Poz.                                                            | #  | Versenyző            | Körök | Idő/Kiesés oka | Rajtrács | Pont |
| --------------------------------------------------------------- | -- | -------------------- | ----- | -------------- | -------- | ---- |
| 1                                                               | 43 | Jolyon Palmer        | 21    | 38:49.352      | 1        | 25   |
| 2                                                               | 48 | Dean Stoneman        | 21    | +0.812         | 8        | 18   |
| 3                                                               | 21 | Kazim Vasiliauskas   | 21    | +5.010         | 4        | 15   |
| 4                                                               | 2  | Will Bratt           | 21    | +5.750         | 10       | 12   |
| 5                                                               | 9  | Mihai Marinescu      | 21    | +11.671        | 3        | 10   |
| 6                                                               | 4  | Benjamin Bailly      | 21    | +12.857        | 13       | 8    |
| 7                                                               | 17 | Johan Jokinen        | 21    | +16.708        | 2        | 6    |
| 8                                                               | 10 | Benjamin Lariche     | 21    | +22.610        | 14       | 4    |
| 9                                                               | 27 | Paul Rees            | 21    | +24.033        | 15       | 2    |
| 10                                                              | 8  | Plamen Kralev        | 21    | +26.196        | 17       | 1    |
| 11                                                              | 33 | Philipp Eng          | 21    | +26.907        | 11       |      |
| 12                                                              | 7  | Ivan Samarin         | 21    | +29.867        | 16       |      |
| 13                                                              | 12 | Kelvin Snoeks        | 21    | +35.673        | 12       |      |
| 14                                                              | 28 | Ajith Kumar          | 21    | +1:10.141      | 20       |      |
| 15                                                              | 26 | Parthiva Sureshwaren | 20    | +1 kör         | 19       |      |
| 16                                                              | 5  | Ricardo Teixeira     | 19    | +2 kör         | 6        |      |
| 17                                                              | 14 | Szergej Afanaszjev   | 18    | +3 kör         | 21       |      |
| Kiesett                                                         | 11 | Jack Clarke          | 7     |                | 9        |      |
| Kiesett                                                         | 77 | Natalia Kowalska     | 5     |                | 18       |      |
| Kiesett                                                         | 6  | Armaan Ebrahim       | 0     |                | 7        |      |
| Kiesett                                                         | 19 | Nicola de Marco      | 0     |                | 5        |      |
| Leggyorsabb kör: Johan Jokinen 1:41.416 (205.63kph) a 6. körben |    |                      |       |                |          |      |

## Második verseny
| Poz.                                                              | #  | Versenyző            | Körök | Idő/Kiesés oka | Rajtrács | Pont |
| ----------------------------------------------------------------- | -- | -------------------- | ----- | -------------- | -------- | ---- |
| 1                                                                 | 43 | Jolyon Palmer        | 18    | 30:51.520      | 1        | 25   |
| 2                                                                 | 14 | Szergej Afanaszjev   | 18    | +3.917         | 2        | 18   |
| 3                                                                 | 2  | Will Bratt           | 18    | +4.413         | 3        | 15   |
| 4                                                                 | 48 | Dean Stoneman        | 18    | +11.031        | 10       | 12   |
| 5                                                                 | 6  | Armaan Ebrahim       | 18    | +13.435        | 16       | 10   |
| 6                                                                 | 4  | Benjamin Bailly      | 18    | +14.491        | 15       | 8    |
| 7                                                                 | 27 | Paul Rees            | 18    | +15.455        | 17       | 6    |
| 8                                                                 | 7  | Ivan Samarin         | 18    | +20.904        | 12       | 4    |
| 9                                                                 | 10 | Benjamin Lariche     | 18    | +22.313        | 11       | 2    |
| 10                                                                | 26 | Parthiva Sureshwaren | 18    | +22.748        | 13       | 1    |
| 11                                                                | 8  | Plamen Kralev        | 18    | +23.468        | 20       |      |
| 12                                                                | 11 | Jack Clarke          | 18    | +27.505        | 14       |      |
| 13                                                                | 5  | Ricardo Teixeira     | 18    | +41.184        | 18       |      |
| 14                                                                | 77 | Natalia Kowalska     | 18    | +42.220        | 19       |      |
| 15                                                                | 28 | Ajith Kumar          | 18    | +1:26.685      | 21       |      |
| 16                                                                | 9  | Mihai Marinescu      | 16    | +2 Kör         | 5        |      |
| Kizárva                                                           | 12 | Kelvin Snoeks        | 15    |                | 6        |      |
| Kiesett                                                           | 33 | Philipp Eng          | 3     |                | 4        |      |
| Kiesett                                                           | 17 | Johan Jokinen        | 1     |                | 9        |      |
| Kiesett                                                           | 21 | Kazim Vasiliauskas   | 1     |                | 8        |      |
| Kiesett                                                           | 19 | Nicola de Marco      | 0     |                | 7        |      |
| Leggyorsabb kör: Mihai Marinescu 1:41.439 (205.59kph) a 7. körben |    |                      |       |                |          |      |